# Thüringen Ladies Tour 2021
Thüringen Ladies Tour 2021 var den 33. udgave af det tyske etapeløb Thüringen Ladies Tour. Cykelløbets seks etaper blev kørt over cirka 750 km i delstaten Thüringen fra 25. maj med start i Schmölln til 30. maj 2021 hvor det sluttede i Gotha. Der var 20 deltagende hold med hver seks ryttere. Løbet var ikke en del af UCI Women's World Tour, men på den lavere rangerende internationale UCI-kalender for kvinder. Den oprindelige 33. udgave af løbet blev i 2020 aflyst på grund af coronaviruspandemien.
Hollandske Lucinda Brand fra Trek-Segafredo blev løbets samlede vinder, efter hun også vandt to etaper. Liv Racings belgiske mester Lotte Kopecky endte på andenpladsen, mens den danske mester Emma Norsgaard Jørgensen fra Movistar Team kom på løbets tredjeplads. Norsgaard vandt også løbets første etape, havde den gule førertrøje de tre første dage, og endte som samlet vinder af ungdomskonkurrencen.

## Etaperne
| Etape    | Dato    | Start – Mål             | type          | Afstand (km) | Elevation (m) | Etapevinder    | Førende rytter |
| -------- | ------- | ----------------------- | ------------- | ------------ | ------------- | -------------- | -------------- |
| 1. etape | 25. maj | Schmölln – Schmölln     | flad etape    | 87,76        | 918 m         | Emma Norsgaard | Emma Norsgaard |
| 2. etape | 26. maj | Gera – Gera             | kuperet etape | 124,1        | 1.324 m       | Lorena Wiebes  | Emma Norsgaard |
| 3. etape | 27. maj | Schleiz – Schleiz       | kuperet etape | 116,2        | 1.661 m       | Lucinda Brand  | Emma Norsgaard |
| 4. etape | 28. maj | Dörtendorf – Dörtendorf | kuperet etape | 101,74       | 1.317 m       | Lotte Kopecky  | Lucinda Brand  |
| 5. etape | 29. maj | Weimar – Weimar         | kuperet etape | 143,72       | 1.840 m       | Lucinda Brand  | Lucinda Brand  |
| 6. etape | 30. maj | Gotha – Gotha           | flad etape    | 97,63        | 893 m         | Lorena Wiebes  | Lucinda Brand  |

### 1. etape
| Schmölln - Schmölln | flad etape | (87,76 km) |

| \| Etaperesultat \| Etaperesultat \| Etaperesultat \| Etaperesultat \| Etaperesultat \| \| Rytter \| Rytter \| Hold \| Tid \| \| \| ------------- \| ---------------- \| ---------------------------------- \| ------------- \| ------------- \| \| 1. \| Emma Norsgaard \| Movistar Team \| 2t 17' 42" \| \| \| 2. \| Lucinda Brand \| Trek-Segafredo \| + 0" \| \| \| 3. \| Lotte Kopecky \| Belgien \| + 0" \| \| \| 4. \| Anna Henderson \| Jumbo-Visma Women Team \| + 0" \| \| \| 5. \| Amy Pieters \| SD Worx \| + 0" \| \| \| 6. \| Tiffany Cromwell \| Canyon-SRAM Racing \| + 0" \| \| \| 7. \| Liane Lippert \| Team DSM \| + 0" \| \| \| 8. \| Kristen Faulkner \| Tibco-Silicon Valley Bank \| + 4" \| \| \| 9. \| Kathrin Hammes \| Ceratizit-WNT Pro Cycling \| + 4" \| \| \| 10. \| Emilia Fahlin \| FDJ-Nouvelle Aquitaine-Futuroscope \| + 7" \| \| |                  |                                    |            |
| |                  |                                    |            |
| Kilde: ProCyclingStats |                  |                                    |            |
| Etaperesultat |                  |                                    |            |
| Rytter | Rytter           | Hold                               | Tid        |
| 1. | Emma Norsgaard   | Movistar Team                      | 2t 17' 42" |
| 2. | Lucinda Brand    | Trek-Segafredo                     | + 0"       |
| 3. | Lotte Kopecky    | Belgien                            | + 0"       |
| 4. | Anna Henderson   | Jumbo-Visma Women Team             | + 0"       |
| 5. | Amy Pieters      | SD Worx                            | + 0"       |
| 6. | Tiffany Cromwell | Canyon-SRAM Racing                 | + 0"       |
| 7. | Liane Lippert    | Team DSM                           | + 0"       |
| 8. | Kristen Faulkner | Tibco-Silicon Valley Bank          | + 4"       |
| 9. | Kathrin Hammes   | Ceratizit-WNT Pro Cycling          | + 4"       |
| 10. | Emilia Fahlin    | FDJ-Nouvelle Aquitaine-Futuroscope | + 7"       |

| \| Samlede stilling \| Samlede stilling \| Samlede stilling \| Samlede stilling \| Samlede stilling \| \| Rytter \| Rytter \| Hold \| Tid \| \| \| ---------------- \| ---------------- \| ------------------------- \| ---------------- \| ---------------- \| \| 1. \| Emma Norsgaard \| Movistar Team \| 2t 17' 32" \| \| \| 2. \| Lucinda Brand \| Trek-Segafredo \| + 4" \| \| \| 3. \| Lotte Kopecky \| Belgien \| + 6" \| \| \| 4. \| Anna Henderson \| Jumbo-Visma Women Team \| + 7" \| \| \| 5. \| Amy Pieters \| SD Worx \| + 7" \| \| \| 6. \| Tiffany Cromwell \| Canyon-SRAM Racing \| + 10" \| \| \| 7. \| Liane Lippert \| Team DSM \| + 10" \| \| \| 8. \| Lizzie Deignan \| Trek-Segafredo \| + 13" \| \| \| 9. \| Kristen Faulkner \| Tibco-Silicon Valley Bank \| + 14" \| \| \| 10. \| Kathrin Hammes \| Ceratizit-WNT Pro Cycling \| + 14" \| \| |                  |                           |            |
| |                  |                           |            |
| Kilde: ProCyclingStats |                  |                           |            |
| Samlede stilling |                  |                           |            |
| Rytter | Rytter           | Hold                      | Tid        |
| 1. | Emma Norsgaard   | Movistar Team             | 2t 17' 32" |
| 2. | Lucinda Brand    | Trek-Segafredo            | + 4"       |
| 3. | Lotte Kopecky    | Belgien                   | + 6"       |
| 4. | Anna Henderson   | Jumbo-Visma Women Team    | + 7"       |
| 5. | Amy Pieters      | SD Worx                   | + 7"       |
| 6. | Tiffany Cromwell | Canyon-SRAM Racing        | + 10"      |
| 7. | Liane Lippert    | Team DSM                  | + 10"      |
| 8. | Lizzie Deignan   | Trek-Segafredo            | + 13"      |
| 9. | Kristen Faulkner | Tibco-Silicon Valley Bank | + 14"      |
| 10. | Kathrin Hammes   | Ceratizit-WNT Pro Cycling | + 14"      |

### 2. etape
| Gera - Gera | kuperet etape | (124,1 km) |

| \| Etaperesultat \| Etaperesultat \| Etaperesultat \| Etaperesultat \| Etaperesultat \| \| Rytter \| Rytter \| Hold \| Tid \| \| \| ------------- \| ----------------- \| ---------------------------------- \| ------------- \| ------------- \| \| 1. \| Lorena Wiebes \| Team DSM \| 3t 24' 12" \| \| \| 2. \| Emma Norsgaard \| Movistar Team \| + 1" \| \| \| 3. \| Christine Majerus \| SD Worx \| + 1" \| \| \| 4. \| Alexis Ryan \| Canyon-SRAM Racing \| + 1" \| \| \| 5. \| Lotte Kopecky \| Belgien \| + 1" \| \| \| 6. \| Anna Henderson \| Jumbo-Visma Women Team \| + 1" \| \| \| 7. \| Susanne Andersen \| Team DSM \| + 1" \| \| \| 8. \| Lucinda Brand \| Trek-Segafredo \| + 1" \| \| \| 9. \| Gladys Verhulst \| Arkéa Pro Cycling Team \| + 1" \| \| \| 10. \| Clara Copponi \| FDJ-Nouvelle Aquitaine-Futuroscope \| + 1" \| \| |                   |                                    |            |
| |                   |                                    |            |
| Kilde: ProCyclingStats |                   |                                    |            |
| Etaperesultat |                   |                                    |            |
| Rytter | Rytter            | Hold                               | Tid        |
| 1. | Lorena Wiebes     | Team DSM                           | 3t 24' 12" |
| 2. | Emma Norsgaard    | Movistar Team                      | + 1"       |
| 3. | Christine Majerus | SD Worx                            | + 1"       |
| 4. | Alexis Ryan       | Canyon-SRAM Racing                 | + 1"       |
| 5. | Lotte Kopecky     | Belgien                            | + 1"       |
| 6. | Anna Henderson    | Jumbo-Visma Women Team             | + 1"       |
| 7. | Susanne Andersen  | Team DSM                           | + 1"       |
| 8. | Lucinda Brand     | Trek-Segafredo                     | + 1"       |
| 9. | Gladys Verhulst   | Arkéa Pro Cycling Team             | + 1"       |
| 10. | Clara Copponi     | FDJ-Nouvelle Aquitaine-Futuroscope | + 1"       |

| \| Samlede stilling \| Samlede stilling \| Samlede stilling \| Samlede stilling \| Samlede stilling \| \| Rytter \| Rytter \| Hold \| Tid \| \| \| ---------------- \| ---------------- \| ------------------------- \| ---------------- \| ---------------- \| \| 1. \| Emma Norsgaard \| Movistar Team \| 5t 41' 36" \| \| \| 2. \| Lotte Kopecky \| Belgien \| + 10" \| \| \| 3. \| Lucinda Brand \| Trek-Segafredo \| + 12" \| \| \| 4. \| Anna Henderson \| Jumbo-Visma Women Team \| + 16" \| \| \| 5. \| Amy Pieters \| SD Worx \| + 16" \| \| \| 6. \| Liane Lippert \| Team DSM \| + 17" \| \| \| 7. \| Tiffany Cromwell \| Canyon-SRAM Racing \| + 19" \| \| \| 8. \| Lizzie Deignan \| Trek-Segafredo \| + 21" \| \| \| 9. \| Kristen Faulkner \| Tibco-Silicon Valley Bank \| + 23" \| \| \| 10. \| Kathrin Hammes \| Ceratizit-WNT Pro Cycling \| + 23" \| \| |                  |                           |            |
| |                  |                           |            |
| Kilde: ProCyclingStats |                  |                           |            |
| Samlede stilling |                  |                           |            |
| Rytter | Rytter           | Hold                      | Tid        |
| 1. | Emma Norsgaard   | Movistar Team             | 5t 41' 36" |
| 2. | Lotte Kopecky    | Belgien                   | + 10"      |
| 3. | Lucinda Brand    | Trek-Segafredo            | + 12"      |
| 4. | Anna Henderson   | Jumbo-Visma Women Team    | + 16"      |
| 5. | Amy Pieters      | SD Worx                   | + 16"      |
| 6. | Liane Lippert    | Team DSM                  | + 17"      |
| 7. | Tiffany Cromwell | Canyon-SRAM Racing        | + 19"      |
| 8. | Lizzie Deignan   | Trek-Segafredo            | + 21"      |
| 9. | Kristen Faulkner | Tibco-Silicon Valley Bank | + 23"      |
| 10. | Kathrin Hammes   | Ceratizit-WNT Pro Cycling | + 23"      |

### 3. etape
| Schleiz - Schleiz | kuperet etape | (116,2 km) |

| \| Etaperesultat \| Etaperesultat \| Etaperesultat \| Etaperesultat \| Etaperesultat \| \| Rytter \| Rytter \| Hold \| Tid \| \| \| ------------- \| ---------------- \| ---------------------------------- \| ------------- \| ------------- \| \| 1. \| Lucinda Brand \| Trek-Segafredo \| 3t 18' 52" \| \| \| 2. \| Emma Norsgaard \| Movistar Team \| + 2" \| \| \| 3. \| Lotte Kopecky \| Belgien \| + 2" \| \| \| 4. \| Amy Pieters \| SD Worx \| + 2" \| \| \| 5. \| Emilia Fahlin \| FDJ-Nouvelle Aquitaine-Futuroscope \| + 2" \| \| \| 6. \| Lisa Brennauer \| Ceratizit-WNT Pro Cycling \| + 2" \| \| \| 7. \| Kristen Faulkner \| Tibco-Silicon Valley Bank \| + 2" \| \| \| 8. \| Liane Lippert \| Team DSM \| + 2" \| \| \| 9. \| Lizzie Deignan \| Trek-Segafredo \| + 2" \| \| \| 10. \| Tiffany Cromwell \| Canyon-SRAM Racing \| + 2" \| \| |                  |                                    |            |
| |                  |                                    |            |
| Kilde: ProCyclingStats |                  |                                    |            |
| Etaperesultat |                  |                                    |            |
| Rytter | Rytter           | Hold                               | Tid        |
| 1. | Lucinda Brand    | Trek-Segafredo                     | 3t 18' 52" |
| 2. | Emma Norsgaard   | Movistar Team                      | + 2"       |
| 3. | Lotte Kopecky    | Belgien                            | + 2"       |
| 4. | Amy Pieters      | SD Worx                            | + 2"       |
| 5. | Emilia Fahlin    | FDJ-Nouvelle Aquitaine-Futuroscope | + 2"       |
| 6. | Lisa Brennauer   | Ceratizit-WNT Pro Cycling          | + 2"       |
| 7. | Kristen Faulkner | Tibco-Silicon Valley Bank          | + 2"       |
| 8. | Liane Lippert    | Team DSM                           | + 2"       |
| 9. | Lizzie Deignan   | Trek-Segafredo                     | + 2"       |
| 10. | Tiffany Cromwell | Canyon-SRAM Racing                 | + 2"       |

| \| Samlede stilling \| Samlede stilling \| Samlede stilling \| Samlede stilling \| Samlede stilling \| \| Rytter \| Rytter \| Hold \| Tid \| \| \| ---------------- \| ------------------- \| ---------------------------------- \| ---------------- \| ---------------- \| \| 1. \| Emma Norsgaard \| Movistar Team \| 9t 00' 24" \| \| \| 2. \| Lucinda Brand \| Trek-Segafredo \| + 6" \| \| \| 3. \| Lotte Kopecky \| Belgien \| + 12" \| \| \| 4. \| Amy Pieters \| SD Worx \| + 22" \| \| \| 5. \| Liane Lippert \| Team DSM \| + 23" \| \| \| 6. \| Tiffany Cromwell \| Canyon-SRAM Racing \| + 25" \| \| \| 7. \| Lizzie Deignan \| Trek-Segafredo \| + 27" \| \| \| 8. \| Kristen Faulkner \| Tibco-Silicon Valley Bank \| + 29" \| \| \| 9. \| Emilia Fahlin \| FDJ-Nouvelle Aquitaine-Futuroscope \| + 30" \| \| \| 10. \| Audrey Cordon-Ragot \| Trek-Segafredo \| + 41" \| \| |                     |                                    |            |
| |                     |                                    |            |
| Kilde: ProCyclingStats |                     |                                    |            |
| Samlede stilling |                     |                                    |            |
| Rytter | Rytter              | Hold                               | Tid        |
| 1. | Emma Norsgaard      | Movistar Team                      | 9t 00' 24" |
| 2. | Lucinda Brand       | Trek-Segafredo                     | + 6"       |
| 3. | Lotte Kopecky       | Belgien                            | + 12"      |
| 4. | Amy Pieters         | SD Worx                            | + 22"      |
| 5. | Liane Lippert       | Team DSM                           | + 23"      |
| 6. | Tiffany Cromwell    | Canyon-SRAM Racing                 | + 25"      |
| 7. | Lizzie Deignan      | Trek-Segafredo                     | + 27"      |
| 8. | Kristen Faulkner    | Tibco-Silicon Valley Bank          | + 29"      |
| 9. | Emilia Fahlin       | FDJ-Nouvelle Aquitaine-Futuroscope | + 30"      |
| 10. | Audrey Cordon-Ragot | Trek-Segafredo                     | + 41"      |

### 4. etape
| Dörtendorf - Dörtendorf | kuperet etape | (101,74 km) |

| \| Etaperesultat \| Etaperesultat \| Etaperesultat \| Etaperesultat \| Etaperesultat \| \| Rytter \| Rytter \| Hold \| Tid \| \| \| ------------- \| ----------------- \| ---------------------------------- \| ------------- \| ------------- \| \| 1. \| Lotte Kopecky \| Belgien \| 2t 29' 43" \| \| \| 2. \| Lucinda Brand \| Trek-Segafredo \| + 0" \| \| \| 3. \| Liane Lippert \| Team DSM \| + 0" \| \| \| 4. \| Emilia Fahlin \| FDJ-Nouvelle Aquitaine-Futuroscope \| + 0" \| \| \| 5. \| Marta Cavalli \| FDJ-Nouvelle Aquitaine-Futuroscope \| + 6" \| \| \| 6. \| Emma Norsgaard \| Movistar Team \| + 6" \| \| \| 7. \| Amy Pieters \| SD Worx \| + 10" \| \| \| 8. \| Christine Majerus \| SD Worx \| + 16" \| \| \| 9. \| Tiffany Cromwell \| Canyon-SRAM Racing \| + 17" \| \| \| 10. \| Lisa Brennauer \| Ceratizit-WNT Pro Cycling \| + 17" \| \| |                   |                                    |            |
| |                   |                                    |            |
| Kilde: ProCyclingStats |                   |                                    |            |
| Etaperesultat |                   |                                    |            |
| Rytter | Rytter            | Hold                               | Tid        |
| 1. | Lotte Kopecky     | Belgien                            | 2t 29' 43" |
| 2. | Lucinda Brand     | Trek-Segafredo                     | + 0"       |
| 3. | Liane Lippert     | Team DSM                           | + 0"       |
| 4. | Emilia Fahlin     | FDJ-Nouvelle Aquitaine-Futuroscope | + 0"       |
| 5. | Marta Cavalli     | FDJ-Nouvelle Aquitaine-Futuroscope | + 6"       |
| 6. | Emma Norsgaard    | Movistar Team                      | + 6"       |
| 7. | Amy Pieters       | SD Worx                            | + 10"      |
| 8. | Christine Majerus | SD Worx                            | + 16"      |
| 9. | Tiffany Cromwell  | Canyon-SRAM Racing                 | + 17"      |
| 10. | Lisa Brennauer    | Ceratizit-WNT Pro Cycling          | + 17"      |

| \| Samlede stilling \| Samlede stilling \| Samlede stilling \| Samlede stilling \| Samlede stilling \| \| Rytter \| Rytter \| Hold \| Tid \| \| \| ---------------- \| ----------------- \| ---------------------------------- \| ---------------- \| ---------------- \| \| 1. \| Lucinda Brand \| Trek-Segafredo \| 11t 30' 05" \| \| \| 2. \| Lotte Kopecky \| Belgien \| + 4" \| \| \| 3. \| Emma Norsgaard \| Movistar Team \| + 8" \| \| \| 4. \| Liane Lippert \| Team DSM \| + 21" \| \| \| 5. \| Amy Pieters \| SD Worx \| + 31" \| \| \| 6. \| Emilia Fahlin \| FDJ-Nouvelle Aquitaine-Futuroscope \| + 32" \| \| \| 7. \| Tiffany Cromwell \| Canyon-SRAM Racing \| + 44" \| \| \| 8. \| Kristen Faulkner \| Tibco-Silicon Valley Bank \| + 53" \| \| \| 9. \| Lizzie Deignan \| Trek-Segafredo \| + 59" \| \| \| 10. \| Christine Majerus \| SD Worx \| + 1' 00" \| \| |                   |                                    |             |
| |                   |                                    |             |
| Kilde: ProCyclingStats |                   |                                    |             |
| Samlede stilling |                   |                                    |             |
| Rytter | Rytter            | Hold                               | Tid         |
| 1. | Lucinda Brand     | Trek-Segafredo                     | 11t 30' 05" |
| 2. | Lotte Kopecky     | Belgien                            | + 4"        |
| 3. | Emma Norsgaard    | Movistar Team                      | + 8"        |
| 4. | Liane Lippert     | Team DSM                           | + 21"       |
| 5. | Amy Pieters       | SD Worx                            | + 31"       |
| 6. | Emilia Fahlin     | FDJ-Nouvelle Aquitaine-Futuroscope | + 32"       |
| 7. | Tiffany Cromwell  | Canyon-SRAM Racing                 | + 44"       |
| 8. | Kristen Faulkner  | Tibco-Silicon Valley Bank          | + 53"       |
| 9. | Lizzie Deignan    | Trek-Segafredo                     | + 59"       |
| 10. | Christine Majerus | SD Worx                            | + 1' 00"    |

### 5. etape
| Weimar - Weimar | kuperet etape | (143,72 km) |

| \| Etaperesultat \| Etaperesultat \| Etaperesultat \| Etaperesultat \| Etaperesultat \| \| Rytter \| Rytter \| Hold \| Tid \| \| \| ------------- \| -------------- \| ---------------------------------- \| ------------- \| ------------- \| \| 1. \| Lucinda Brand \| Trek-Segafredo \| 3t 55' 08" \| \| \| 2. \| Lorena Wiebes \| Team DSM \| + 6" \| \| \| 3. \| Emma Norsgaard \| Movistar Team \| + 6" \| \| \| 4. \| Alexis Ryan \| Canyon-SRAM Racing \| + 6" \| \| \| 5. \| Anna Henderson \| Jumbo-Visma Women Team \| + 6" \| \| \| 6. \| Lisa Brennauer \| Ceratizit-WNT Pro Cycling \| + 6" \| \| \| 7. \| Emilia Fahlin \| FDJ-Nouvelle Aquitaine-Futuroscope \| + 6" \| \| \| 8. \| Lotte Kopecky \| Belgien \| + 6" \| \| \| 9. \| Léa Curinier \| Arkéa Pro Cycling Team \| + 6" \| \| \| 10. \| Amy Pieters \| SD Worx \| + 6" \| \| |                |                                    |            |
| |                |                                    |            |
| Kilde: ProCyclingStats |                |                                    |            |
| Etaperesultat |                |                                    |            |
| Rytter | Rytter         | Hold                               | Tid        |
| 1. | Lucinda Brand  | Trek-Segafredo                     | 3t 55' 08" |
| 2. | Lorena Wiebes  | Team DSM                           | + 6"       |
| 3. | Emma Norsgaard | Movistar Team                      | + 6"       |
| 4. | Alexis Ryan    | Canyon-SRAM Racing                 | + 6"       |
| 5. | Anna Henderson | Jumbo-Visma Women Team             | + 6"       |
| 6. | Lisa Brennauer | Ceratizit-WNT Pro Cycling          | + 6"       |
| 7. | Emilia Fahlin  | FDJ-Nouvelle Aquitaine-Futuroscope | + 6"       |
| 8. | Lotte Kopecky  | Belgien                            | + 6"       |
| 9. | Léa Curinier   | Arkéa Pro Cycling Team             | + 6"       |
| 10. | Amy Pieters    | SD Worx                            | + 6"       |

| \| Samlede stilling \| Samlede stilling \| Samlede stilling \| Samlede stilling \| Samlede stilling \| \| Rytter \| Rytter \| Hold \| Tid \| \| \| ---------------- \| ----------------- \| ---------------------------------- \| ---------------- \| ---------------- \| \| 1. \| Lucinda Brand \| Trek-Segafredo \| 15t 25' 05" \| \| \| 2. \| Lotte Kopecky \| Belgien \| + 17" \| \| \| 3. \| Emma Norsgaard \| Movistar Team \| + 18" \| \| \| 4. \| Liane Lippert \| Team DSM \| + 35" \| \| \| 5. \| Amy Pieters \| SD Worx \| + 45" \| \| \| 6. \| Emilia Fahlin \| FDJ-Nouvelle Aquitaine-Futuroscope \| + 46" \| \| \| 7. \| Tiffany Cromwell \| Canyon-SRAM Racing \| + 58" \| \| \| 8. \| Lizzie Deignan \| Trek-Segafredo \| + 1' 13" \| \| \| 9. \| Christine Majerus \| SD Worx \| + 1' 14" \| \| \| 10. \| Valerie Demey \| Belgien \| + 1' 23" \| \| |                   |                                    |             |
| |                   |                                    |             |
| Kilde: ProCyclingStats |                   |                                    |             |
| Samlede stilling |                   |                                    |             |
| Rytter | Rytter            | Hold                               | Tid         |
| 1. | Lucinda Brand     | Trek-Segafredo                     | 15t 25' 05" |
| 2. | Lotte Kopecky     | Belgien                            | + 17"       |
| 3. | Emma Norsgaard    | Movistar Team                      | + 18"       |
| 4. | Liane Lippert     | Team DSM                           | + 35"       |
| 5. | Amy Pieters       | SD Worx                            | + 45"       |
| 6. | Emilia Fahlin     | FDJ-Nouvelle Aquitaine-Futuroscope | + 46"       |
| 7. | Tiffany Cromwell  | Canyon-SRAM Racing                 | + 58"       |
| 8. | Lizzie Deignan    | Trek-Segafredo                     | + 1' 13"    |
| 9. | Christine Majerus | SD Worx                            | + 1' 14"    |
| 10. | Valerie Demey     | Belgien                            | + 1' 23"    |

### 6. etape
| Gotha - Gotha | flad etape | (97,63 km) |

| \| Etaperesultat \| Etaperesultat \| Etaperesultat \| Etaperesultat \| Etaperesultat \| \| Rytter \| Rytter \| Hold \| Tid \| \| \| ------------- \| --------------- \| ---------------------------------- \| ------------- \| ------------- \| \| 1. \| Lorena Wiebes \| Team DSM \| 2t 28' 28" \| \| \| 2. \| Lotte Kopecky \| Belgien \| + 0" \| \| \| 3. \| Emilia Fahlin \| FDJ-Nouvelle Aquitaine-Futuroscope \| + 2" \| \| \| 4. \| Jolien D'Hoore \| SD Worx \| + 2" \| \| \| 5. \| Alexis Ryan \| Canyon-SRAM Racing \| + 2" \| \| \| 6. \| Lucinda Brand \| Trek-Segafredo \| + 2" \| \| \| 7. \| Gladys Verhulst \| Arkéa Pro Cycling Team \| + 2" \| \| \| 8. \| Emma Norsgaard \| Movistar Team \| + 2" \| \| \| 9. \| Zsófia Szabó \| Andy Schleck-CP NVST-Immo Losch \| + 2" \| \| \| 10. \| Anna Henderson \| Jumbo-Visma Women Team \| + 2" \| \| |                 |                                    |            |
| |                 |                                    |            |
| Kilde: ProCyclingStats |                 |                                    |            |
| Etaperesultat |                 |                                    |            |
| Rytter | Rytter          | Hold                               | Tid        |
| 1. | Lorena Wiebes   | Team DSM                           | 2t 28' 28" |
| 2. | Lotte Kopecky   | Belgien                            | + 0"       |
| 3. | Emilia Fahlin   | FDJ-Nouvelle Aquitaine-Futuroscope | + 2"       |
| 4. | Jolien D'Hoore  | SD Worx                            | + 2"       |
| 5. | Alexis Ryan     | Canyon-SRAM Racing                 | + 2"       |
| 6. | Lucinda Brand   | Trek-Segafredo                     | + 2"       |
| 7. | Gladys Verhulst | Arkéa Pro Cycling Team             | + 2"       |
| 8. | Emma Norsgaard  | Movistar Team                      | + 2"       |
| 9. | Zsófia Szabó    | Andy Schleck-CP NVST-Immo Losch    | + 2"       |
| 10. | Anna Henderson  | Jumbo-Visma Women Team             | + 2"       |

## Trøjernes fordeling gennem løbet
| Etape    |               | Vinder _       | Samlede stilling | Pointtrøje     | Bjergtrøje     | Ungdomstrøje   | Mest angrebsivrige | Holdkonkurrence _ |
| -------- | ------------- | -------------- | ---------------- | -------------- | -------------- | -------------- | ------------------ | ----------------- |
| 1. etape | flad etape    | Emma Norsgaard | Emma Norsgaard   | Emma Norsgaard | Liane Lippert  | Emma Norsgaard | Lizzie Deignan     | Trek-Segafredo    |
| 2. etape | kuperet etape | Lorena Wiebes  | Emma Norsgaard   | Emma Norsgaard | Kathrin Hammes | Emma Norsgaard | Katharina Fox      | Trek-Segafredo    |
| 3. etape | kuperet etape | Lucinda Brand  | Emma Norsgaard   | Emma Norsgaard | Kathrin Hammes | Emma Norsgaard | Helena Bieber      | Trek-Segafredo    |
| 4. etape | kuperet etape | Lotte Kopecky  | Lucinda Brand    | Lotte Kopecky  | Kathrin Hammes | Emma Norsgaard | Kristen Faulkner   | Trek-Segafredo    |
| 5. etape | kuperet etape | Lucinda Brand  | Lucinda Brand    | Lucinda Brand  | Kathrin Hammes | Emma Norsgaard | Lisa Klein         | Trek-Segafredo    |
| 6. etape | flad etape    | Lorena Wiebes  | Lucinda Brand    | Lotte Kopecky  | Kathrin Hammes | Emma Norsgaard | Karlijn Swinkels   | Trek-Segafredo    |
| Samlet   | Samlet        |                | Lucinda Brand    | Lotte Kopecky  | Kathrin Hammes | Emma Norsgaard | Karlijn Swinkels   | Trek-Segafredo    |

## Resultater

### Samlede stilling
| \| Samlede stilling \| Samlede stilling \| Samlede stilling \| Samlede stilling \| Samlede stilling \| \| Rytter \| Rytter \| Hold \| Tid \| \| \| ---------------- \| ----------------- \| ---------------------------------- \| ---------------- \| ---------------- \| \| 1. \| Lucinda Brand \| Trek-Segafredo \| 17t 53' 35" \| \| \| 2. \| Lotte Kopecky \| Belgien \| + 9" \| \| \| 3. \| Emma Norsgaard \| Movistar Team \| + 18" \| \| \| 4. \| Liane Lippert \| Team DSM \| + 40" \| \| \| 5. \| Emilia Fahlin \| FDJ-Nouvelle Aquitaine-Futuroscope \| + 42" \| \| \| 6. \| Amy Pieters \| SD Worx \| + 50" \| \| \| 7. \| Tiffany Cromwell \| Canyon-SRAM Racing \| + 1' 03" \| \| \| 8. \| Christine Majerus \| SD Worx \| + 1' 19" \| \| \| 9. \| Lizzie Deignan \| Trek-Segafredo \| + 1' 26" \| \| \| 10. \| Valerie Demey \| Belgien \| + 1' 28" \| \| |                   |                                    |             |
| |                   |                                    |             |
| Kilde: ProCyclingStats |                   |                                    |             |
| Samlede stilling |                   |                                    |             |
| Rytter | Rytter            | Hold                               | Tid         |
| 1. | Lucinda Brand     | Trek-Segafredo                     | 17t 53' 35" |
| 2. | Lotte Kopecky     | Belgien                            | + 9"        |
| 3. | Emma Norsgaard    | Movistar Team                      | + 18"       |
| 4. | Liane Lippert     | Team DSM                           | + 40"       |
| 5. | Emilia Fahlin     | FDJ-Nouvelle Aquitaine-Futuroscope | + 42"       |
| 6. | Amy Pieters       | SD Worx                            | + 50"       |
| 7. | Tiffany Cromwell  | Canyon-SRAM Racing                 | + 1' 03"    |
| 8. | Christine Majerus | SD Worx                            | + 1' 19"    |
| 9. | Lizzie Deignan    | Trek-Segafredo                     | + 1' 26"    |
| 10. | Valerie Demey     | Belgien                            | + 1' 28"    |

### Pointkonkurrencen
| Pointkonkurrence | Pointkonkurrence | Pointkonkurrence                   | Pointkonkurrence | Pointkonkurrence |
| Rytter           | Rytter           | Hold                               | Point            |                  |
| ---------------- | ---------------- | ---------------------------------- | ---------------- | ---------------- |
| 1.               | Lotte Kopecky    | Belgien                            | 22 point         |                  |
| 2.               | Lucinda Brand    | Trek-Segafredo                     | 19 point         |                  |
| 3.               | Emma Norsgaard   | Movistar Team                      | 19 point         |                  |
| 4.               | Lorena Wiebes    | Team DSM                           | 15 point         |                  |
| 5.               | Amy Pieters      | SD Worx                            | 9 point          |                  |
| 6.               | Emilia Fahlin    | FDJ-Nouvelle Aquitaine-Futuroscope | 8 point          |                  |
| 7.               | Katharina Fox    | RSG Gießen Biehler                 | 6 point          |                  |
| 8.               | Anna Henderson   | Jumbo-Visma Women Team             | 6 point          |                  |
| 9.               | Lizzie Deignan   | Trek-Segafredo                     | 5 point          |                  |
| 10.              | Lisa Klein       | Canyon-SRAM Racing                 | 5 point          |                  |

### Bjergkonkurrencen
| Bjergkonkurrence | Bjergkonkurrence            | Bjergkonkurrence          | Bjergkonkurrence | Bjergkonkurrence |
| Rytter           | Rytter                      | Hold                      | Point            |                  |
| ---------------- | --------------------------- | ------------------------- | ---------------- | ---------------- |
| 1.               | Kathrin Hammes              | Ceratizit-WNT Pro Cycling | 26 point         |                  |
| 2.               | Liane Lippert               | Team DSM                  | 16 point         |                  |
| 3.               | Ella Harris                 | Canyon-SRAM Racing        | 12 point         |                  |
| 4.               | Amy Pieters                 | SD Worx                   | 11 point         |                  |
| 5.               | Lisa Klein                  | Canyon-SRAM Racing        | 10 point         |                  |
| 6.               | Helena Bieber               | RSG Gießen Biehler        | 10 point         |                  |
| 7.               | Chantal van den Broek-Blaak | SD Worx                   | 8 point          |                  |
| 8.               | Kirsten Wild                | Ceratizit-WNT Pro Cycling | 6 point          |                  |
| 9.               | Lucinda Brand               | Trek-Segafredo            | 5 point          |                  |
| 10.              | Lizzie Deignan              | Trek-Segafredo            | 5 point          |                  |

### Ungdomskonkurrencen
| Ungdomskonkurrence | Ungdomskonkurrence | Ungdomskonkurrence                 | Ungdomskonkurrence | Ungdomskonkurrence |
| Rytter             | Rytter             | Hold                               | Tid                |                    |
| ------------------ | ------------------ | ---------------------------------- | ------------------ | ------------------ |
| 1.                 | Emma Norsgaard     | Movistar Team                      | 17t 53' 53"        |                    |
| 2.                 | Léa Curinier       | Arkéa Pro Cycling Team             | + 2' 24"           |                    |
| 3.                 | Hannah Ludwig      | Canyon-SRAM Racing                 | + 3' 30"           |                    |
| 4.                 | Neve Bradbury      | Canyon-SRAM Racing                 | + 7' 02"           |                    |
| 5.                 | Anne Dorthe Ysland | Coop-Hitec Products                | + 7' 26"           |                    |
| 6.                 | Lorena Wiebes      | Team DSM                           | + 7' 55"           |                    |
| 7.                 | Clara Copponi      | FDJ-Nouvelle Aquitaine-Futuroscope | + 9' 57"           |                    |
| 8.                 | Georgi Pfeiffer    | Team DSM                           | + 10' 25"          |                    |
| 9.                 | Lonneke Uneken     | SD Worx                            | + 11' 33"          |                    |
| 10.                | Katharina Hechler  | Tyskland                           | + 14' 38"          |                    |

### Holdkonkurrencen
| Holdkonkurrence | Holdkonkurrence    | Holdkonkurrence | Holdkonkurrence |
| Hold            | Hold               | Tid             |                 |
| --------------- | ------------------ | --------------- | --------------- |
| 1.              | Trek-Segafredo     | 53t 46' 18"     |                 |
| 2.              | SD Worx            | + 1' 16"        |                 |
| 3.              | Canyon-SRAM Racing | + 1' 18"        |                 |

## Hold og ryttere
| UCI Women's WorldTeams (6)- Canyon-SRAM Racing - Team DSM - FDJ-Nouvelle Aquitaine-Futuroscope - Movistar Team - SD Worx - Trek-Segafredo UCI Women's Kontinentalhold (5)- Andy Schleck-CP NVST-Immo Losch - Ceratizit-WNT Pro Cycling - Hitec Products - Jumbo-Visma - Team Tibco-Silicon Valley Bank UCI Women's Kontinentalhold- Arkéa Pro Cycling Team Landshold (3)- Tyskland - Belgien - Holland Amatørkvindehold (2)- Maxx-Solar - RSG Gießen Biehler |
| |

### Danske ryttere
| Danske ryttere på startlisten |                          |                           |           |
| Rygnummer                     | Rytter                   | Hold                      | Placering |
| 6                             | Julie Leth               | Ceratizit-WNT Pro Cycling | 48        |
| 24                            | Emma Norsgaard Jørgensen | Movistar Team             | 3         |

* DNF = gennemførte ikke

### Startliste
| Ceratizit-WNT Pro Cycling WNT | Ceratizit-WNT Pro Cycling WNT   | Ceratizit-WNT Pro Cycling WNT |
| ----------------------------- | ------------------------------- | ----------------------------- |
| Nr.                           | Rytter                          | Placering                     |
| 1                             | Kathrin Hammes (GER)            | 11.                           |
| 2                             | Lisa Brennauer (GER) (landevej) | 13.                           |
| 3                             | Kirsten Wild (NED)              | 38.                           |
| 4                             | Franziska Brauße (GER)          | 78.                           |
| 5                             | Lin Lea Teutenberg (GER)        | 68.                           |
| 6                             | Julie Leth (DEN)                | 48.                           |

| SD Worx SDW | SD Worx SDW                        | SD Worx SDW |
| ----------- | ---------------------------------- | ----------- |
| Nr.         | Rytter                             | Placering   |
| 11          | Chantal van den Broek-Blaak (NED)  | 24.         |
| 12          | Amy Pieters (NED)                  | 6.          |
| 13          | Jolien D'Hoore (BEL)               | 57.         |
| 14          | Lonneke Uneken (NED)               | 37.         |
| 15          | Christine Majerus (LUX) (landevej) | 8.          |
| 16          | Elena Cecchini (ITA)               | 23.         |

| Movistar Team MOV | Movistar Team MOV               | Movistar Team MOV |
| ----------------- | ------------------------------- | ----------------- |
| Nr.               | Rytter                          | Placering         |
| 21                | Aude Biannic (FRA)              | 36.               |
| 22                | Barbara Guarischi (ITA)         | 76.               |
| 23                | Sheyla Gutiérrez (ESP)          | 58.               |
| 24                | Emma Norsgaard (DEN) (landevej) | 3.                |
| 25                | Lourdes Oyarbide (ESP)          | 53.               |
| 26                | Alba Teruel Ribes (ESP)         | 75.               |

| Trek-Segafredo TFS | Trek-Segafredo TFS                   | Trek-Segafredo TFS |
| ------------------ | ------------------------------------ | ------------------ |
| Nr.                | Rytter                               | Placering          |
| 31                 | Lucinda Brand (NED)                  | 1.                 |
| 32                 | Audrey Cordon-Ragot (FRA) (landevej) | 18.                |
| 33                 | Lizzie Deignan (GBR)                 | 9.                 |
| 35                 | Ellen van Dijk (NED)                 | 35.                |
| 36                 | Trixi Worrack (GER)                  | 44.                |

| Jumbo-Visma Women Team TJV | Jumbo-Visma Women Team TJV | Jumbo-Visma Women Team TJV |
| -------------------------- | -------------------------- | -------------------------- |
| Nr.                        | Rytter                     | Placering                  |
| 41                         | Karlijn Swinkels (NED)     | 41.                        |
| 43                         | Jip van den Bos (NED)      | DNF-5                      |
| 44                         | Aafke Soet (NED)           | DNF-5                      |
| 45                         | Romy Kasper (GER)          | 39.                        |
| 46                         | Anna Henderson (GBR)       | 25.                        |

| Canyon-SRAM Racing CSR | Canyon-SRAM Racing CSR | Canyon-SRAM Racing CSR |
| ---------------------- | ---------------------- | ---------------------- |
| Nr.                    | Rytter                 | Placering              |
| 51                     | Tiffany Cromwell (AUS) | 7.                     |
| 52                     | Ella Harris (NZL)      | 28.                    |
| 53                     | Lisa Klein (GER)       | 21.                    |
| 54                     | Hannah Ludwig (GER)    | 19.                    |
| 55                     | Alexis Ryan (USA)      | 22.                    |
| 56                     | Neve Bradbury (AUS)    | 26.                    |

| FDJ-Nouvelle Aquitaine-Futuroscope FDJ | FDJ-Nouvelle Aquitaine-Futuroscope FDJ | FDJ-Nouvelle Aquitaine-Futuroscope FDJ |
| -------------------------------------- | -------------------------------------- | -------------------------------------- |
| Nr.                                    | Rytter                                 | Placering                              |
| 61                                     | Marta Cavalli (ITA)                    | 14.                                    |
| 62                                     | Clara Copponi (FRA)                    | 33.                                    |
| 64                                     | Emilia Fahlin (SWE)                    | 5.                                     |
| 65                                     | Maëlle Grossetête (FRA)                | DNF-5                                  |
| 66                                     | Jade Wiel (FRA)                        | 64.                                    |

| Team DSM DSM | Team DSM DSM           | Team DSM DSM |
| ------------ | ---------------------- | ------------ |
| Nr.          | Rytter                 | Placering    |
| 71           | Susanne Andersen (NOR) | 49.          |
| 72           | Georgi Pfeiffer (GBR)  | 34.          |
| 73           | Franziska Koch (GER)   | 50.          |
| 74           | Liane Lippert (GER)    | 4.           |
| 75           | Floortje Mackaij (NED) | 20.          |
| 76           | Lorena Wiebes (NED)    | 29.          |

| Tibco-Silicon Valley Bank TIB | Tibco-Silicon Valley Bank TIB | Tibco-Silicon Valley Bank TIB |
| ----------------------------- | ----------------------------- | ----------------------------- |
| Nr.                           | Rytter                        | Placering                     |
| 81                            | Eri Yonamine (JPN)            | 63.                           |
| 82                            | Clara Honsinger (USA)         | 40.                           |
| 84                            | Tanja Erath (GER)             | 70.                           |
| 85                            | Nina Kessler (NED)            | DNF-2                         |
| 86                            | Kristen Faulkner (USA)        | DNF-5                         |

| Arkéa Pro Cycling Team ARK | Arkéa Pro Cycling Team ARK | Arkéa Pro Cycling Team ARK |
| -------------------------- | -------------------------- | -------------------------- |
| Nr.                        | Rytter                     | Placering                  |
| 91                         | Charlotte Becker (GER)     | 47.                        |
| 92                         | Lucie Jounier (FRA)        | 30.                        |
| 93                         | Typhaine Laurance (FRA)    | 59.                        |
| 94                         | Léa Curinier (FRA)         | 15.                        |
| 95                         | Sandra Levenez (FRA)       | 17.                        |
| 96                         | Gladys Verhulst (FRA)      | 43.                        |

| Andy Schleck-CP NVST-Immo Losch ASC | Andy Schleck-CP NVST-Immo Losch ASC | Andy Schleck-CP NVST-Immo Losch ASC |
| ----------------------------------- | ----------------------------------- | ----------------------------------- |
| Nr.                                 | Rytter                              | Placering                           |
| 101                                 | Carolin Schiff (GER)                | 46.                                 |
| 102                                 | Georgia Danford (AUS)               | 77.                                 |
| 103                                 | Lisa Müllenberg (NED)               | 83.                                 |
| 104                                 | Mia Berg (LUX)                      | DNF-1                               |
| 105                                 | Zsófia Szabó (HUN)                  | 74.                                 |
| 106                                 | Sandra Weiss (SUI)                  | 67.                                 |

| Coop-Hitec Products HPU | Coop-Hitec Products HPU  | Coop-Hitec Products HPU |
| ----------------------- | ------------------------ | ----------------------- |
| Nr.                     | Rytter                   | Placering               |
| 111                     | Christa Riffel (GER)     | 73.                     |
| 112                     | Caroline Andersson (SWE) | 65.                     |
| 113                     | Ingvild Gåskjenn (NOR)   | 16.                     |
| 114                     | Mieke Kröger (GER)       | DNF-5                   |
| 115                     | Amalie Lutro (NOR)       | 56.                     |
| 116                     | Anne Dorthe Ysland (NOR) | 27.                     |

| Holland NED | Holland NED          | Holland NED |
| ----------- | -------------------- | ----------- |
| Nr.         | Rytter               | Placering   |
| 121         | Rozemarijn Ammerlaan | DNF-5       |
| 122         | Thalita de Jong      | DNF-4       |
| 123         | Janneke Ensing       | 31.         |
| 124         | Ilse Pluimers        | 52.         |
| 125         | Ilse Grit            | 69.         |
| 126         | Eline Van Rooijen    | 55.         |

| Tyskland GER | Tyskland GER           | Tyskland GER |
| ------------ | ---------------------- | ------------ |
| Nr.          | Rytter                 | Placering    |
| 131          | Clara Koppenburg       | 12.          |
| 132          | Lena Charlotte Reißner | 71.          |
| 133          | Friederike Stern       | 54.          |
| 134          | Laura Süßemilch        | 45.          |
| 135          | Katharina Hechler      | 42.          |
| 136          | Svenja Betz            | 62.          |

| Belgien BEL | Belgien BEL              | Belgien BEL |
| ----------- | ------------------------ | ----------- |
| Nr.         | Rytter                   | Placering   |
| 141         | Shari Bossuyt            | 66.         |
| 142         | Valerie Demey            | 10.         |
| 143         | Ann-Sophie Duyck         | 60.         |
| 144         | Lotte Kopecky (landevej) | 2.          |
| 145         | Lone Meertens            | 51.         |
| 146         | Sara Van de Vel          | 32.         |

| RSG Gießen Biehler ___ | RSG Gießen Biehler ___ | RSG Gießen Biehler ___ |
| ---------------------- | ---------------------- | ---------------------- |
| Nr.                    | Rytter                 | Placering              |
| 151                    | Helena Bieber (GER)    | 72.                    |
| 152                    | Lydia Wegemund (GER)   | DNF-5                  |
| 153                    | Bianca Bernhard (GER)  | 82.                    |
| 154                    | Adelheid Schütz (GER)  | DNF-5                  |
| 155                    | Amélie Hild (FRA)      | DNF-5                  |
| 156                    | Katharina Fox (GER)    | 79.                    |

| Maxx-Solar ___ | Maxx-Solar ___             | Maxx-Solar ___ |
| -------------- | -------------------------- | -------------- |
| Nr.            | Rytter                     | Placering      |
| 161            | Hannah Fandel (GER)        | 81.            |
| 162            | Lisa Fischer (GER)         | 80.            |
| 164            | Katharina Julia Hinz (GER) | DNF-1          |
| 165            | Olivia Schoppe (GER)       | DNF-2          |
| 166            | Beate Zanner (GER)         | 61.            |

| Ceratizit-WNT Pro Cycling WNT | Ceratizit-WNT Pro Cycling WNT   | Ceratizit-WNT Pro Cycling WNT |
| ----------------------------- | ------------------------------- | ----------------------------- |
| Nr.                           | Rytter                          | Placering                     |
| 1                             | Kathrin Hammes (GER)            | 11.                           |
| 2                             | Lisa Brennauer (GER) (landevej) | 13.                           |
| 3                             | Kirsten Wild (NED)              | 38.                           |
| 4                             | Franziska Brauße (GER)          | 78.                           |
| 5                             | Lin Lea Teutenberg (GER)        | 68.                           |
| 6                             | Julie Leth (DEN)                | 48.                           |

| SD Worx SDW | SD Worx SDW                        | SD Worx SDW |
| ----------- | ---------------------------------- | ----------- |
| Nr.         | Rytter                             | Placering   |
| 11          | Chantal van den Broek-Blaak (NED)  | 24.         |
| 12          | Amy Pieters (NED)                  | 6.          |
| 13          | Jolien D'Hoore (BEL)               | 57.         |
| 14          | Lonneke Uneken (NED)               | 37.         |
| 15          | Christine Majerus (LUX) (landevej) | 8.          |
| 16          | Elena Cecchini (ITA)               | 23.         |

| Movistar Team MOV | Movistar Team MOV               | Movistar Team MOV |
| ----------------- | ------------------------------- | ----------------- |
| Nr.               | Rytter                          | Placering         |
| 21                | Aude Biannic (FRA)              | 36.               |
| 22                | Barbara Guarischi (ITA)         | 76.               |
| 23                | Sheyla Gutiérrez (ESP)          | 58.               |
| 24                | Emma Norsgaard (DEN) (landevej) | 3.                |
| 25                | Lourdes Oyarbide (ESP)          | 53.               |
| 26                | Alba Teruel Ribes (ESP)         | 75.               |

| Trek-Segafredo TFS | Trek-Segafredo TFS                   | Trek-Segafredo TFS |
| ------------------ | ------------------------------------ | ------------------ |
| Nr.                | Rytter                               | Placering          |
| 31                 | Lucinda Brand (NED)                  | 1.                 |
| 32                 | Audrey Cordon-Ragot (FRA) (landevej) | 18.                |
| 33                 | Lizzie Deignan (GBR)                 | 9.                 |
| 35                 | Ellen van Dijk (NED)                 | 35.                |
| 36                 | Trixi Worrack (GER)                  | 44.                |

| Jumbo-Visma Women Team TJV | Jumbo-Visma Women Team TJV | Jumbo-Visma Women Team TJV |
| -------------------------- | -------------------------- | -------------------------- |
| Nr.                        | Rytter                     | Placering                  |
| 41                         | Karlijn Swinkels (NED)     | 41.                        |
| 43                         | Jip van den Bos (NED)      | DNF-5                      |
| 44                         | Aafke Soet (NED)           | DNF-5                      |
| 45                         | Romy Kasper (GER)          | 39.                        |
| 46                         | Anna Henderson (GBR)       | 25.                        |

| Canyon-SRAM Racing CSR | Canyon-SRAM Racing CSR | Canyon-SRAM Racing CSR |
| ---------------------- | ---------------------- | ---------------------- |
| Nr.                    | Rytter                 | Placering              |
| 51                     | Tiffany Cromwell (AUS) | 7.                     |
| 52                     | Ella Harris (NZL)      | 28.                    |
| 53                     | Lisa Klein (GER)       | 21.                    |
| 54                     | Hannah Ludwig (GER)    | 19.                    |
| 55                     | Alexis Ryan (USA)      | 22.                    |
| 56                     | Neve Bradbury (AUS)    | 26.                    |

| FDJ-Nouvelle Aquitaine-Futuroscope FDJ | FDJ-Nouvelle Aquitaine-Futuroscope FDJ | FDJ-Nouvelle Aquitaine-Futuroscope FDJ |
| -------------------------------------- | -------------------------------------- | -------------------------------------- |
| Nr.                                    | Rytter                                 | Placering                              |
| 61                                     | Marta Cavalli (ITA)                    | 14.                                    |
| 62                                     | Clara Copponi (FRA)                    | 33.                                    |
| 64                                     | Emilia Fahlin (SWE)                    | 5.                                     |
| 65                                     | Maëlle Grossetête (FRA)                | DNF-5                                  |
| 66                                     | Jade Wiel (FRA)                        | 64.                                    |

| Team DSM DSM | Team DSM DSM           | Team DSM DSM |
| ------------ | ---------------------- | ------------ |
| Nr.          | Rytter                 | Placering    |
| 71           | Susanne Andersen (NOR) | 49.          |
| 72           | Georgi Pfeiffer (GBR)  | 34.          |
| 73           | Franziska Koch (GER)   | 50.          |
| 74           | Liane Lippert (GER)    | 4.           |
| 75           | Floortje Mackaij (NED) | 20.          |
| 76           | Lorena Wiebes (NED)    | 29.          |

| Tibco-Silicon Valley Bank TIB | Tibco-Silicon Valley Bank TIB | Tibco-Silicon Valley Bank TIB |
| ----------------------------- | ----------------------------- | ----------------------------- |
| Nr.                           | Rytter                        | Placering                     |
| 81                            | Eri Yonamine (JPN)            | 63.                           |
| 82                            | Clara Honsinger (USA)         | 40.                           |
| 84                            | Tanja Erath (GER)             | 70.                           |
| 85                            | Nina Kessler (NED)            | DNF-2                         |
| 86                            | Kristen Faulkner (USA)        | DNF-5                         |

| Arkéa Pro Cycling Team ARK | Arkéa Pro Cycling Team ARK | Arkéa Pro Cycling Team ARK |
| -------------------------- | -------------------------- | -------------------------- |
| Nr.                        | Rytter                     | Placering                  |
| 91                         | Charlotte Becker (GER)     | 47.                        |
| 92                         | Lucie Jounier (FRA)        | 30.                        |
| 93                         | Typhaine Laurance (FRA)    | 59.                        |
| 94                         | Léa Curinier (FRA)         | 15.                        |
| 95                         | Sandra Levenez (FRA)       | 17.                        |
| 96                         | Gladys Verhulst (FRA)      | 43.                        |

| Andy Schleck-CP NVST-Immo Losch ASC | Andy Schleck-CP NVST-Immo Losch ASC | Andy Schleck-CP NVST-Immo Losch ASC |
| ----------------------------------- | ----------------------------------- | ----------------------------------- |
| Nr.                                 | Rytter                              | Placering                           |
| 101                                 | Carolin Schiff (GER)                | 46.                                 |
| 102                                 | Georgia Danford (AUS)               | 77.                                 |
| 103                                 | Lisa Müllenberg (NED)               | 83.                                 |
| 104                                 | Mia Berg (LUX)                      | DNF-1                               |
| 105                                 | Zsófia Szabó (HUN)                  | 74.                                 |
| 106                                 | Sandra Weiss (SUI)                  | 67.                                 |

| Coop-Hitec Products HPU | Coop-Hitec Products HPU  | Coop-Hitec Products HPU |
| ----------------------- | ------------------------ | ----------------------- |
| Nr.                     | Rytter                   | Placering               |
| 111                     | Christa Riffel (GER)     | 73.                     |
| 112                     | Caroline Andersson (SWE) | 65.                     |
| 113                     | Ingvild Gåskjenn (NOR)   | 16.                     |
| 114                     | Mieke Kröger (GER)       | DNF-5                   |
| 115                     | Amalie Lutro (NOR)       | 56.                     |
| 116                     | Anne Dorthe Ysland (NOR) | 27.                     |

| Holland NED | Holland NED          | Holland NED |
| ----------- | -------------------- | ----------- |
| Nr.         | Rytter               | Placering   |
| 121         | Rozemarijn Ammerlaan | DNF-5       |
| 122         | Thalita de Jong      | DNF-4       |
| 123         | Janneke Ensing       | 31.         |
| 124         | Ilse Pluimers        | 52.         |
| 125         | Ilse Grit            | 69.         |
| 126         | Eline Van Rooijen    | 55.         |

| Tyskland GER | Tyskland GER           | Tyskland GER |
| ------------ | ---------------------- | ------------ |
| Nr.          | Rytter                 | Placering    |
| 131          | Clara Koppenburg       | 12.          |
| 132          | Lena Charlotte Reißner | 71.          |
| 133          | Friederike Stern       | 54.          |
| 134          | Laura Süßemilch        | 45.          |
| 135          | Katharina Hechler      | 42.          |
| 136          | Svenja Betz            | 62.          |

| Belgien BEL | Belgien BEL              | Belgien BEL |
| ----------- | ------------------------ | ----------- |
| Nr.         | Rytter                   | Placering   |
| 141         | Shari Bossuyt            | 66.         |
| 142         | Valerie Demey            | 10.         |
| 143         | Ann-Sophie Duyck         | 60.         |
| 144         | Lotte Kopecky (landevej) | 2.          |
| 145         | Lone Meertens            | 51.         |
| 146         | Sara Van de Vel          | 32.         |

| RSG Gießen Biehler ___ | RSG Gießen Biehler ___ | RSG Gießen Biehler ___ |
| ---------------------- | ---------------------- | ---------------------- |
| Nr.                    | Rytter                 | Placering              |
| 151                    | Helena Bieber (GER)    | 72.                    |
| 152                    | Lydia Wegemund (GER)   | DNF-5                  |
| 153                    | Bianca Bernhard (GER)  | 82.                    |
| 154                    | Adelheid Schütz (GER)  | DNF-5                  |
| 155                    | Amélie Hild (FRA)      | DNF-5                  |
| 156                    | Katharina Fox (GER)    | 79.                    |

| Maxx-Solar ___ | Maxx-Solar ___             | Maxx-Solar ___ |
| -------------- | -------------------------- | -------------- |
| Nr.            | Rytter                     | Placering      |
| 161            | Hannah Fandel (GER)        | 81.            |
| 162            | Lisa Fischer (GER)         | 80.            |
| 164            | Katharina Julia Hinz (GER) | DNF-1          |
| 165            | Olivia Schoppe (GER)       | DNF-2          |
| 166            | Beate Zanner (GER)         | 61.            |